# Expédition Erebus et Terror
Cet article concerne l'expédition en Antarctique de James Clark Ross. Pour l'expédition de son oncle John Ross en Arctique, voir John Ross (explorateur).

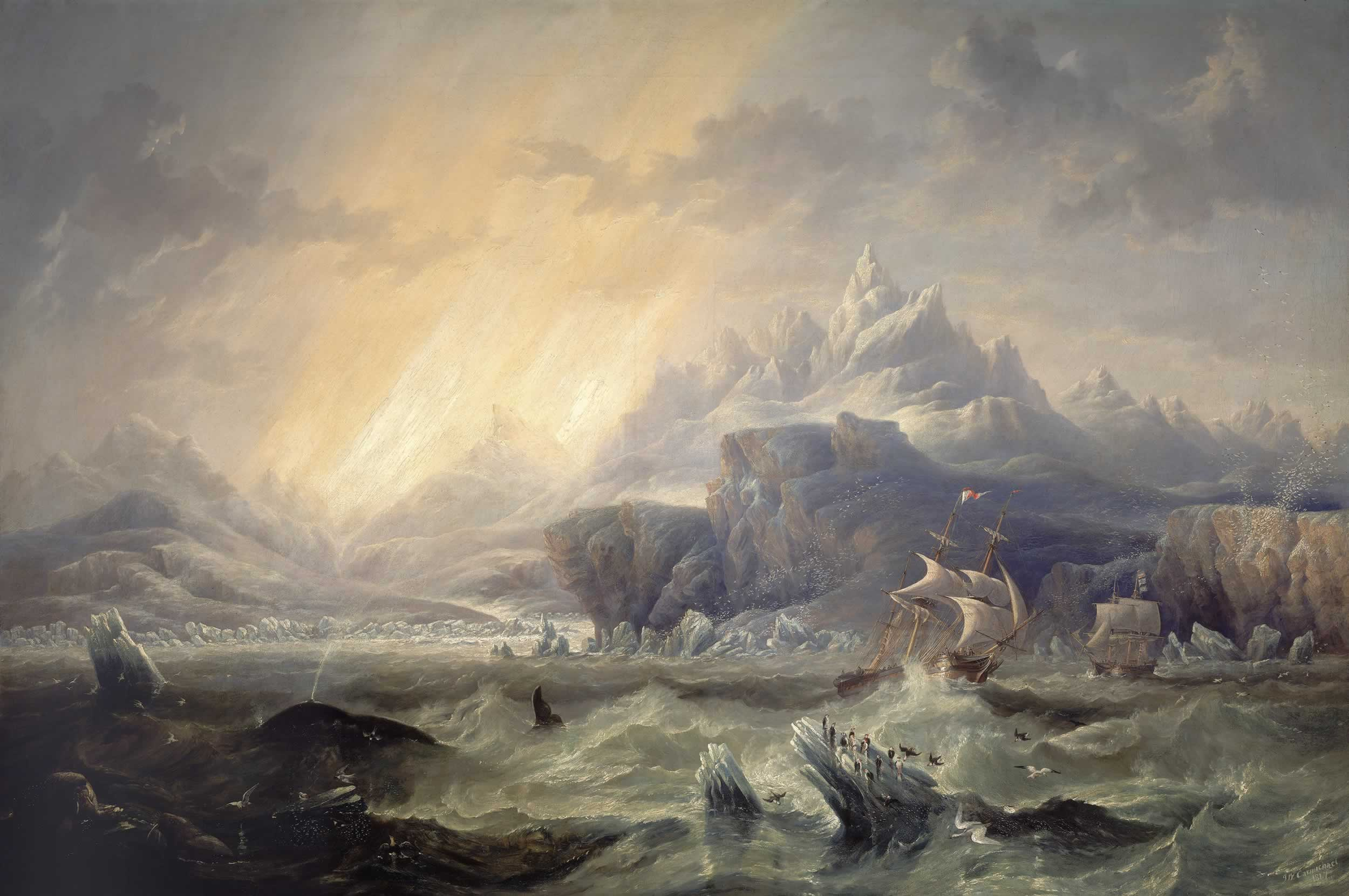
Le et le dans l'Antarctique par James Wilson Carmichael (1847).

L'expédition Erebus et Terror, ou expédition Ross (en anglais : Ross expedition), est la plus importante expédition britannique en Antarctique du XIXe siècle et le dernier grand voyage d'exploration fait entièrement à la voile. Menée entre 1839 et 1843 par James Clark Ross — le neveu de l'explorateur John Ross —, la mission a pour but l'exploration et la recherche scientifique, notamment sur le magnétisme, vers une région inexplorée qui deviendra la mer de Ross et la dépendance de Ross. Lors de l'expédition, Ross découvre notamment la chaîne Transantarctique, l'île de Ross et ses volcans : les monts Erebus et Terror.
L'expédition infère la position du pôle Sud magnétique, et fait des observations substantielles en zoologie et en botanique dans la région, résultant en une monographie sur la zoologie, et une série de quatre monographies détaillées par le jeune botaniste Joseph Dalton Hooker sur la botanique, collectivement appelées Flora Antarctica et publiées en plusieurs parties de 1843 à 1859. Parmi les découvertes biologiques de l'expédition se trouve le phoque de Ross, une espèce endémique de l'Antarctique.
Cette expédition tire son nom des navires d'expédition, les bombardes HMS Erebus et HMS Terror.

## Préparation

### Contexte
Au XIXe siècle, de nombreux bateaux viennent chasser le phoque le long des rives de l'Antarctique mais ce n'est qu'en 1840 que des explorateurs français, commandés par Dumont d'Urville plantent leur drapeau sur les terres antarctiques. Quelques jours plus tard, c'est au tour de la flotte américaine de Charles Wilkes d'y parvenir.
Dans le même temps, les Britanniques veulent se relancer et préparent une expédition d'envergure : l'expédition Erebus et Terror. Elle est d'abord proposée par l'astronome John Herschel, et est appuyée par la British Association for the Advancement of Science (future British Science Association) et la Royal Society.
Principale expédition scientifique menée au XIXe siècle en Antarctique par les Britanniques, il s'agit aussi de la dernière quête de l'explorateur et administrateur britannique John Barrow, le second secrétaire de l'Amirauté. L'expédition doit aussi faire partie de la contribution du Royaume-Uni à une année internationale de coopération dans laquelle les nations européennes établissent des observatoires sur le magnétisme dans le monde entier.

### Membres

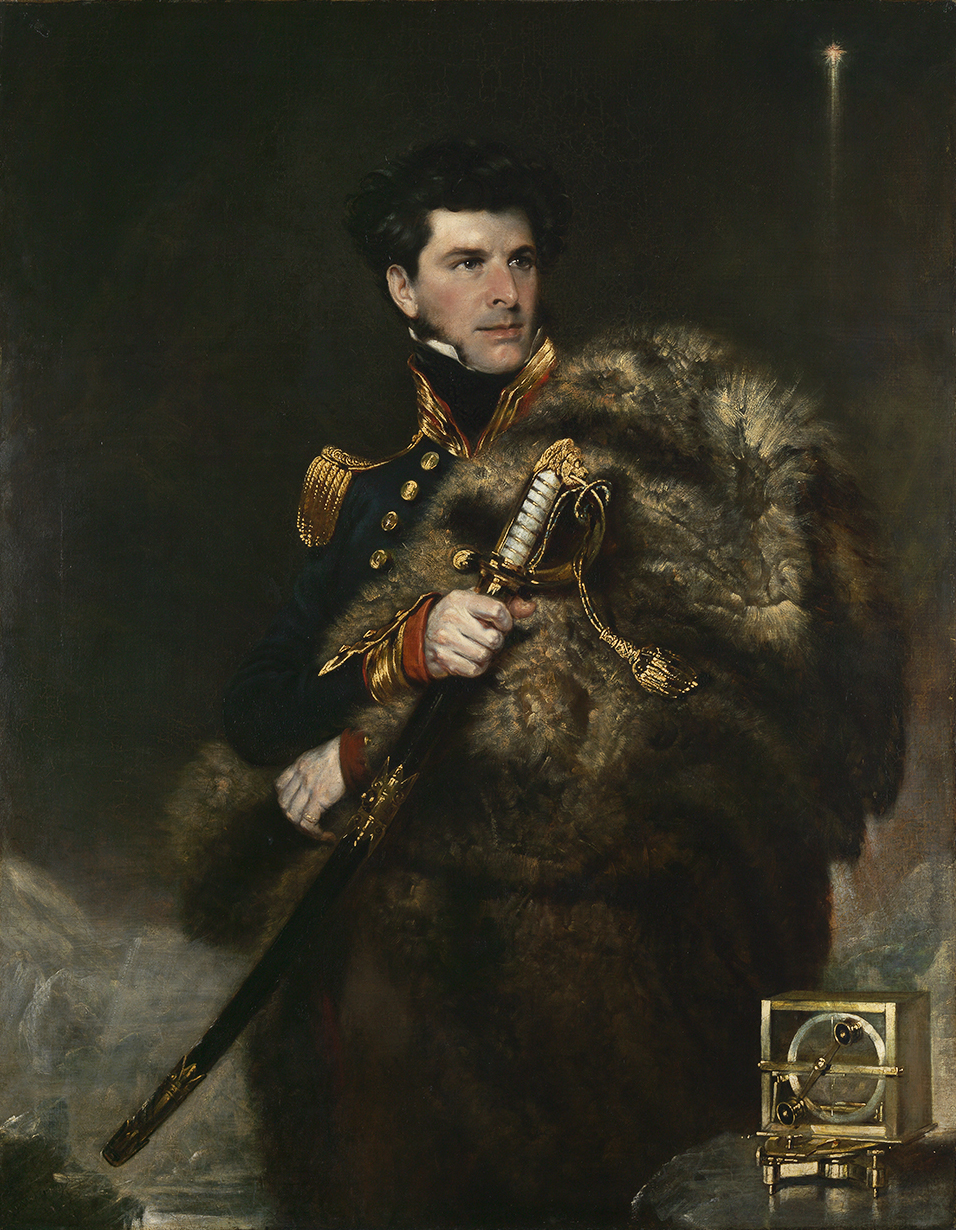
Portrait de James Clark Ross par John R. Wildman. Une boussole d'inclinaison est visible en bas à droite du tableau.

L'expédition est dirigée par un capitaine de la Royal Navy, James Clark Ross, qui commande le HMS Erebus. Le HMS Terror est commandé par un proche de Ross, Francis Crozier. James Clark Ross est le neveu de l'explorateur John Ross et l'un des officiers britanniques qui, en 1839, a le plus d'expérience des expéditions polaires. Il a participé à une expédition avec William Edward Parry, a réussi lors d'une autre et à localiser le pôle Nord magnétique sur la péninsule Boothia en 1831 et a passé de nombreux hivers dans l'Arctique,. Il apparaît donc évident de le désigner pour commander cette mission.
Le botaniste Joseph Dalton Hooker, alors âgé de 23 ans, est le plus jeune membre de l'expédition. Il est assistant-chirurgien de Robert McCormick et le responsable de la collecte de spécimens zoologiques et géologiques. Thomas Abernethy (en), qui a participé à de précédentes expéditions dans l'Arctique avec John Ross, est gunner (en). David Lyall est également médecin-naturaliste sur l'expédition.
Hooker est devenu par la suite l'un des plus grands botanistes d'Angleterre. Proche de Charles Darwin, il est devenu le directeur des Jardins botaniques royaux de Kew pendant vingt années. McCormick avait été lui le chirurgien du navire pour le second voyage du HMS Beagle sous le capitaine Robert FitzRoy, avec Darwin comme naturaliste.
| Officiers de l'Erebus | Officiers du Terror |
| --- | --- |
| - Edward Joseph Bird - Lieutenant - Joseph Dayman - Mate (en) - Thomas R. Hallett - Purser - Joseph Dalton Hooker - Assistant chirurgien - Robert McCormick - Chirurgien - Henry Oakley - Mate - James Clark Ross - Captain - John Sibbald - Lieutenant - Alexander J. Smith - Mate - Charles T. Tucker - Master - James F. L. Wood - Lieutenant - Henry B. Yule - Second master | - Pownall P. Cotter - Master - Francis Crozier - Commander - John E. Davis - Second master - Joseph W. Kay - Lieutenant - David Lyall - Assistant chirurgien - Archibald McMurdo - Lieutenant - William Molloy - Maître d'équipage - Thomas E. L. Moore - Premier maître d'équipage - George H. Moubray - Clerc - Charles G. Philips - Lieutenant - John Robertson - Chirurgien - Peter A. Scott - Mate |
| Au-delà des officiers, chaque navire comporte 67 hommes d'équipage. | |

### Navires

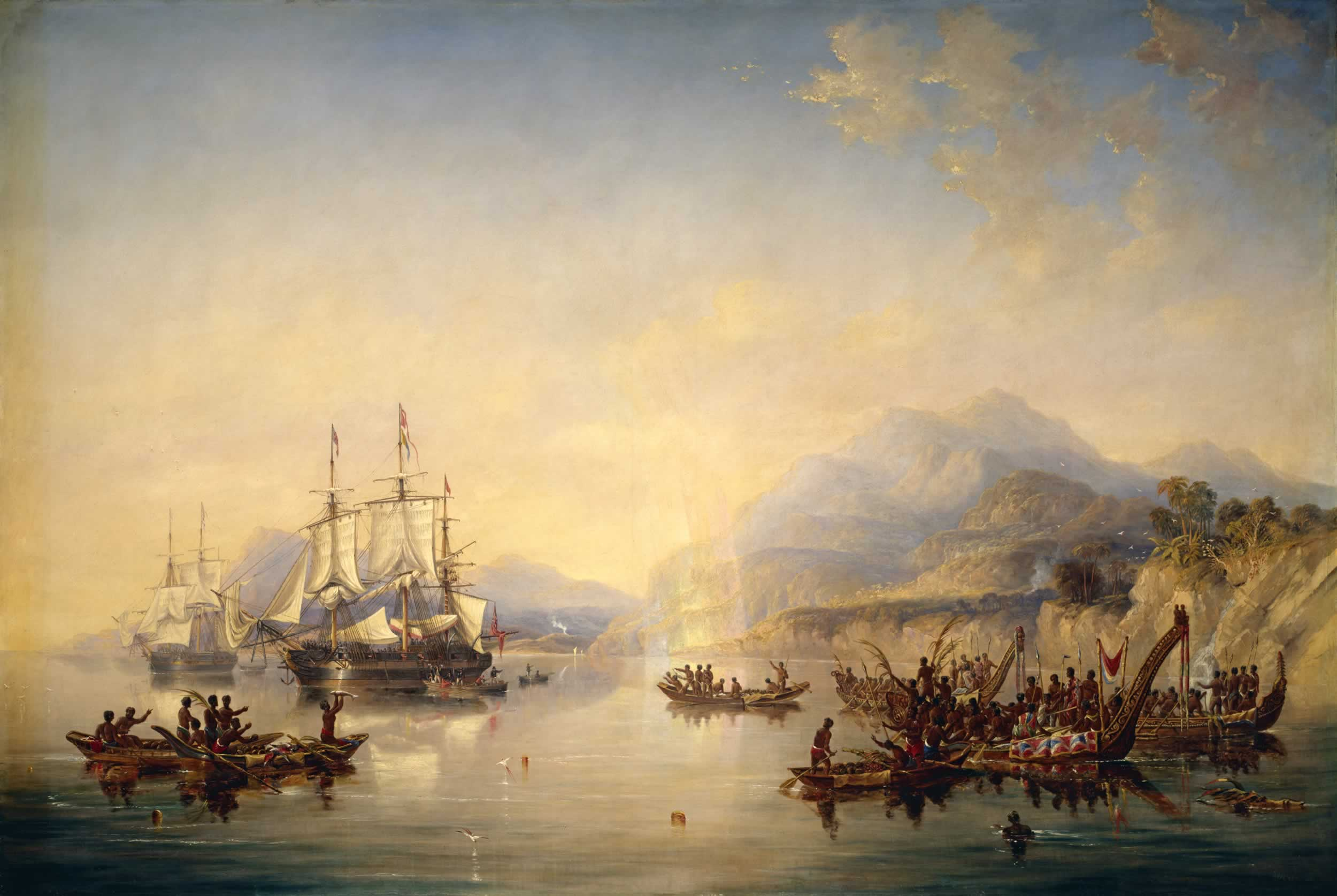
L'Erebus et le Terror en août 1841 en Nouvelle-Zélande par James Wilson Carmichael.

L'expédition est réalisée sur deux navires de guerre : le HMS Erebus (370 tonnes de classe Hecla) et le HMS Terror (340 tonnes de classe Vesuvius). Ces navires, des bombardes, sont destinés aux bombardements côtiers et se trouvent avoir une coque renforcée pour supporter les tirs de mortier,. En conséquence, leur conception ayant pour but de résister au recul substantiel de ces armes de trois tonnes, convient idéalement pour une utilisation dans le pack qui peut immobiliser les navires et les « écraser » par sa pression. Les navires ont, en plus, un renforcement supplémentaire,.
L'expédition est bien préparée avec des réserves alimentaires pour trois années. La nourriture embarquée comprend notamment des légumes et de la viande pour lutter contre le scorbut,. Ross met volontairement l'accent sur la nourriture et les conditions de vie à bord qu'il juge primordiale pour le moral de l'équipage. Le matériel est choisi avec soin au point qu'aucun navire à voile n'est à l'époque mieux préparé pour une expédition. L'équipage est payé trois mois en avance et l'Amirauté donne son accord pour le départ.
L'Erebus et le Terror connaîtront une histoire polaire notable, puisqu'ils seront repris plus tard par l'explorateur John Franklin et finiront leurs carrières lors de la dernière expédition de celui-ci destinée à traverser le passage du Nord-Ouest et explorer une partie de l'Arctique canadien. L'officier de marine Francis Crozier les accompagnera notamment.

## Expédition

### Départ d'Angleterre et étapes jusqu'à l'océan Austral
L'expédition quitte l'Angleterre le 30 septembre 1839, et après un voyage ralenti par les nombreux arrêts nécessaires afin d'effectuer des travaux sur le magnétisme notamment aux îles Kerguelen, elle atteint la Tasmanie, en août 1840. La pause de trois mois imposée par l'hiver austral est utilisée pour la création d'un observatoire sur le magnétisme à Hobart avec l'aide des condamnés mis à disposition par le lieutenant-gouverneur John Franklin. Le 21 novembre 1840, soit près d'une année après le départ d'Angleterre, le HMS Erebus et le HMS Terror quittent la Tasmanie pour l'Antarctique.
Ross ne cherche pas à rivaliser avec les deux expéditions dans la zone au même moment : l'expédition Dumont d'Urville et l'expédition Wilkes. Avant le départ, Charles Wilkes permet l'usage des cartes qu'il a réalisé. Le décalage imposé permet de mieux préparer la percée vers l'Antarctique avec le choix, sur la base de conseils d'autres marins parlant d'une zone ouverte avec peu de glace, d'une route bien plus à l'est en atteignant le 180e méridien, avant de mettre le cap au sud.
- 1840-1841
- 1841-1842

Trajet de l'expédition Erebus et Terror les deux principales saisons :

Un arrêt aux îles Auckland apporte l'information des passages précédents de Dumont d'Urville et de Wilkes à la mi-mars. La prochaine destination est les îles Campbell pour un départ vers le sud à la mi-décembre.

### Cap sur l'Antarctique et découverte de terres
Le premier iceberg est aperçu le 25 décembre 1840, le cercle antarctique est traversé à la nouvelle année et le pack est atteint le 3 janvier 1841. Ross, grâce à l'Erebus, percute plusieurs fois la glace au même point et parvient à percer un chemin pour les deux navires en dans une mer qu'il baptise de son nom, la mer de Ross,. La conception particulière de ses navires lui permet cette opération, différemment de ceux de Dumont d'Urville et de Wilkes.
Le 11 janvier 1841, sur la route le menant vers le pôle Sud magnétique, la terre est en vue. Ross estime au début qu'il s'agit d'une illusion, mais une longue côte montagneuse s'étendant vers le sud est aperçue. Ross nomme ce territoire Terre Victoria et les montagnes qui s'y trouvent chaîne de l'Amirauté. Il est déçu que la terre le bloque dans sa quête vers le pôle magnétique. Quelques jours après, l'équipage des deux navires débarque et continue de baptiser les zones et points remarquables avec les noms de personnalités britanniques, ainsi que des membres de l'équipage. Les îles Possession sont revendiquées.
Ross suit la côte vers le sud et franchit le record du point le plus au sud — Farthest South — détenu jusque-là par James Weddell à 74° 15′ S, le 23 janvier 1841,. L'île Franklin est aperçue et également revendiquée. Quelques jours plus tard, comme l'expédition s'est déplacée plus loin à l'est afin d'éviter la côte de glace, ils se retrouvent face à deux volcans, le mont Erebus et le mont Terror, deux volcans de l'île de Ross nommés en hommage aux navires de l'expédition,.
La Grande Barrière de glace, nommée initialement en l'honneur de la reine Victoria puis plus tard nommée « Barrière de Ross », se trouve à l'est de ces montagnes, et forme un obstacle infranchissable empêchant de progresser plus au sud. Ross baptise l'endroit de la rencontre avec cette plate-forme de glace le détroit de McMurdo. L'équipage, incapable de monter le mur de glace qui la compose, la suit vers l'est. À la recherche d'un détroit ou d'une crique, Ross explore 480 km le long de la barrière et atteint une latitude proche du 78e parallèle sud, le, ou vers le 8 février 1841. Ross ne réussit pas à trouver un ancrage propice qui aurait permis aux navires d'hiverner, et par conséquent retourne en Tasmanie en février 1841. Les navires arrivent à Hobart en avril pour trois mois de maintenance,.

### Seconde saison en Antarctique
À la saison suivante, en 1842, Ross dispose des cartes réalisées lors de l'expédition Dumont d'Urville. Il souhaite continuer d'arpenter la « Grande Barrière de glace » comme elle est alors nommée, en continuant de la suivre vers l'est mais ses navires sont pris par la glace et y reste bloqué plusieurs semaines. Ross localise une crique dans la Barrière qui lui permet, le 23 janvier 1842, de porter son « point le plus au sud » à 78° 09′ 30″ S, un record qui restera inégalé durant près de soixante ans. Ross n'est toujours pas en mesure de débarquer sur le continent antarctique, ni d'approcher du lieu du pôle Sud magnétique.
Une importante collision entre les deux navires a lieu le 13 mars 1842, mais si les dégâts sont importants, les conséquences ne sont pas graves.

### Retour triomphal au pays et étapes supplémentaires
Les deux navires retournent ensuite aux îles Malouines avant de retourner explorer la péninsule Antarctique via la mer de Weddell au cours de la saison 1842-1843,. Le pack est cependant impénétrable et Ross rebrousse chemin. L'équipage mène des études sur le magnétisme et les navires rapportent de précieuses données océanographiques avec une collection de spécimens botaniques et ornithologiques.
Les réalisations dans l'exploration scientifique et géographique de l'expédition sont, à son retour en Angleterre le 4 septembre 1843, récompensées par de nombreux honneurs dont celui d'un anoblissement de Ross. Lors de ce dernier grand voyage d'exploration fait entièrement à la voile, l'existence du continent sud est confirmée et la cartographie d'une grande partie de son littoral est réalisée. L'expédition aura duré près de quatre années et demie,.

## Découvertes

### Géographie

La carte de l'île de Ross.

De nombreux lieux sont découverts et nommés, ou le seront a postériori :
- la Terre Victoria d'après la reine Victoria (récemment couronnée à l'époque)[2] ;
- l'île Franklin d'après John Franklin[8].
- le détroit de McMurdo et les vallées sèches de McMurdo d'après Archibald McMurdo ;
- la barrière de Ross, la mer de Ross et l'île de Ross d'après James Clark Ross ;
- le mont Erebus et le mont Terror, ainsi que le golfe Erebus and Terror[15], d'après les navires de l'expédition ;
- la chaîne de l'Amirauté d'après l'Amirauté[2] ;
- le cap Adare d'après une connaissance de Ross[2], Edwin Wyndham-Quin, Earl of Dunraven et Viscount Adare[16] ;

L'île de Ross deviendra la tête de pont de plusieurs expéditions britanniques notables de l'Âge héroïque de l'exploration en Antarctique, comme les Discovery, Nimrod, Terra Nova ou encore Endurance (pour le groupe de la mer de Ross).
Ross, en découvrant la barrière de Ross, fait correctement son lien comme la source des icebergs tabulaires observés dans l'océan Austral, et il contribue à fonder la glaciologie comme science.
Suivant les traces de son oncle John Ross, James Clark Ross réalise au moyen de cordages les premiers sondages à grande profondeur, jusqu'à 4 800 mètres (2 677 fathoms).

### Magnétisme
Le but principal de l'expédition de Ross est de trouver la position du pôle Sud magnétique, en faisant des observations du magnétisme dans l'hémisphère sud. Ross n'a pas atteint le pôle, mais réussit à inférer sa position. L'expédition produit les premières cartes « définitives » de la déclinaison magnétique terrestre, de l'inclinaison magnétique et de l'intensité magnétique, à la place des cartes moins précises réalisées par les expéditions précédentes de Charles Wilkes et de Jules Dumont d'Urville.
Des expéditions suivantes, notamment l'expédition Nimrod (1907-1909) d'Ernest Shackleton, reprendront la quête du pôle Sud magnétique.

### Botanique

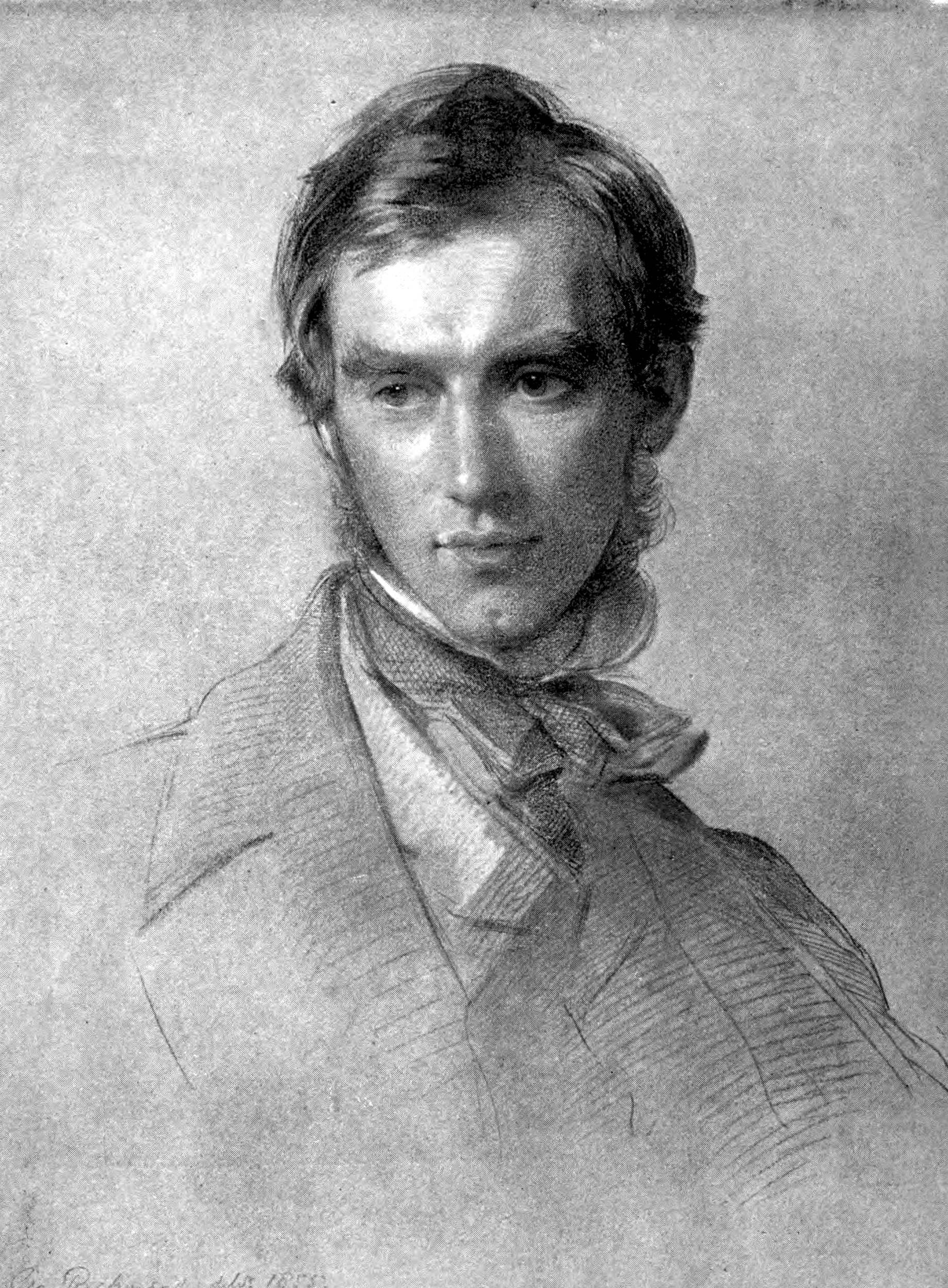
Portrait de Joseph Dalton Hooker par George Richmond (1855).

Les découvertes botaniques de l'expédition sont documentées dans Flora Antarctica (en quatre parties de 1843-1859) de Joseph Dalton Hooker. Il totalise six volumes (les parties III et IV étant chacune en deux volumes), couvre environ 3 000 espèces et contient 530 plaques représentant 1 095 des espèces décrites. Il est illustré par Walter Hood Fitch. Les parties sont :
- Partie I : Flora of Lord Auckland and Campbell's Islands (en) (1843-1845) sur les îles Campbell et les îles Auckland ;
- Partie II : Flora of Fuegia, the Falkland Islands, etc (en) (1845-1847) sur les îles Kerguelen et les îles Malouines ;
- Partie III : Flora Novae-Zelandiae (en) (1851-1853 en 2 volumes) sur la Nouvelle-Zélande ;
- Partie IV : Flora Tasmaniae (en) (1853-1859 en 2 volumes) sur la Tasmanie.

Hooker donne à Charles Darwin une copie de la première partie de son livre. Darwin le remercie et accepte en novembre 1845 que la distribution géographique des organismes soit « la clé qui ouvrira le mystère des espèces ».

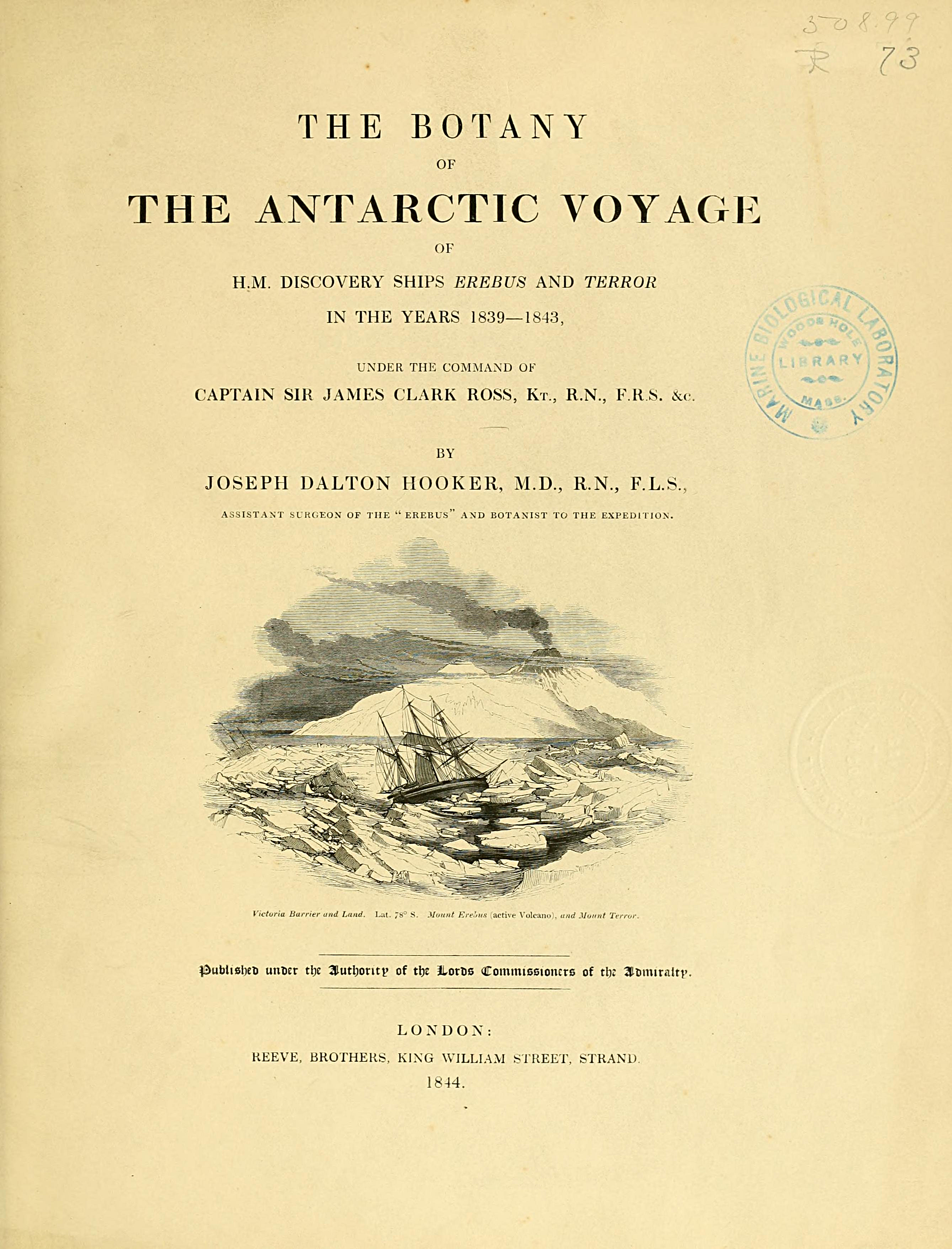
Page de garde de Flora Antarctica (1844–1846).
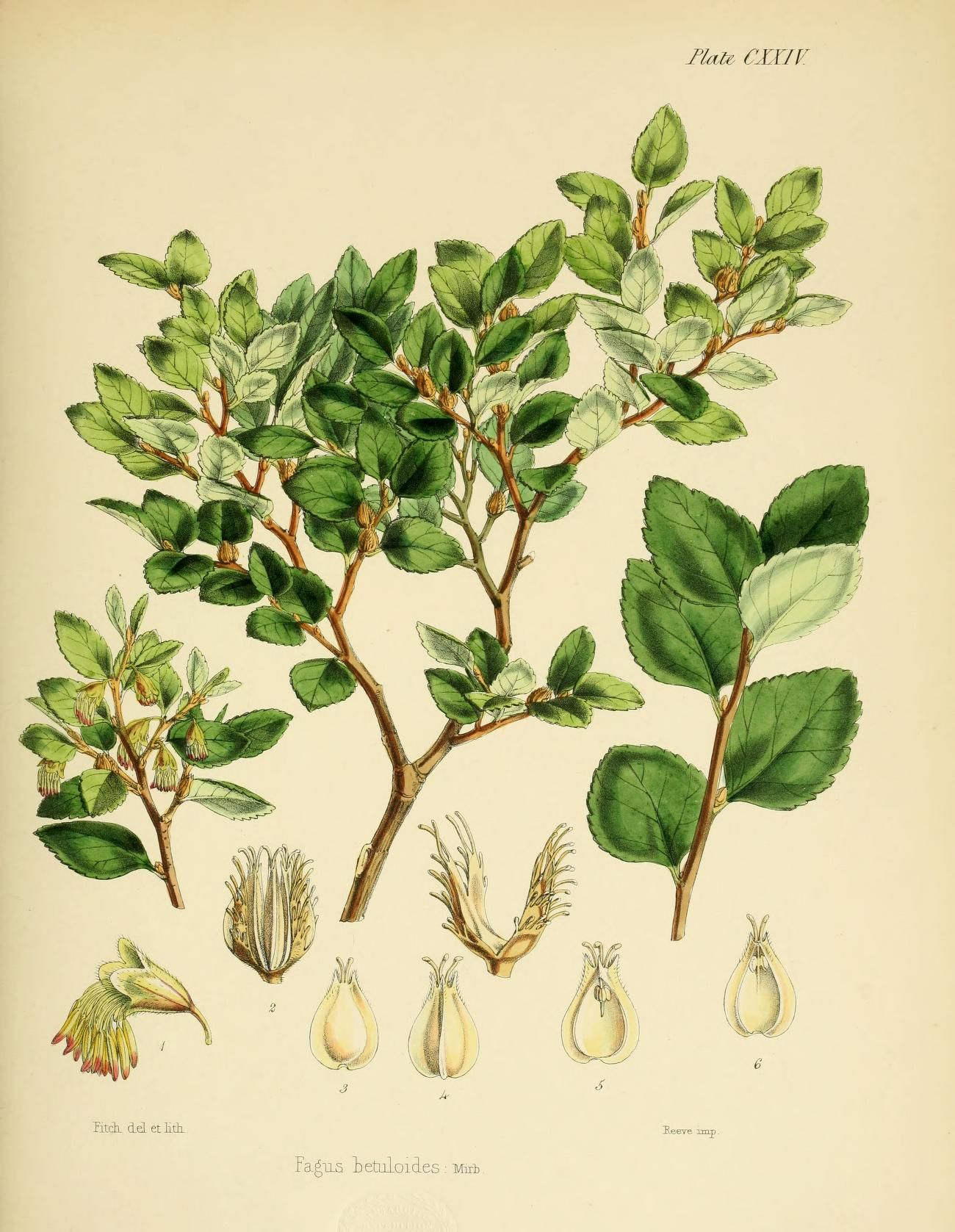
Fagus betuloides.
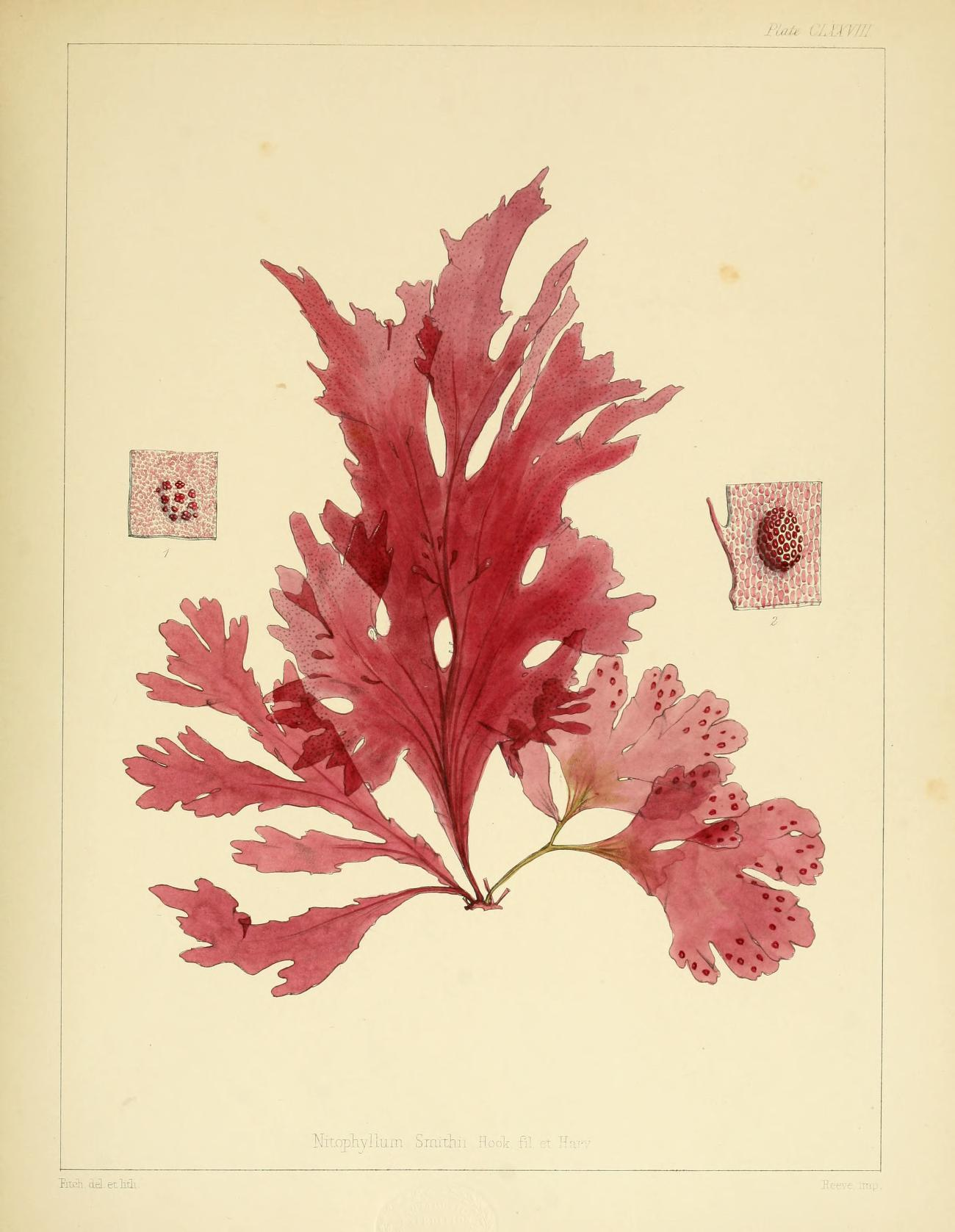
Nitophyllum smithi.
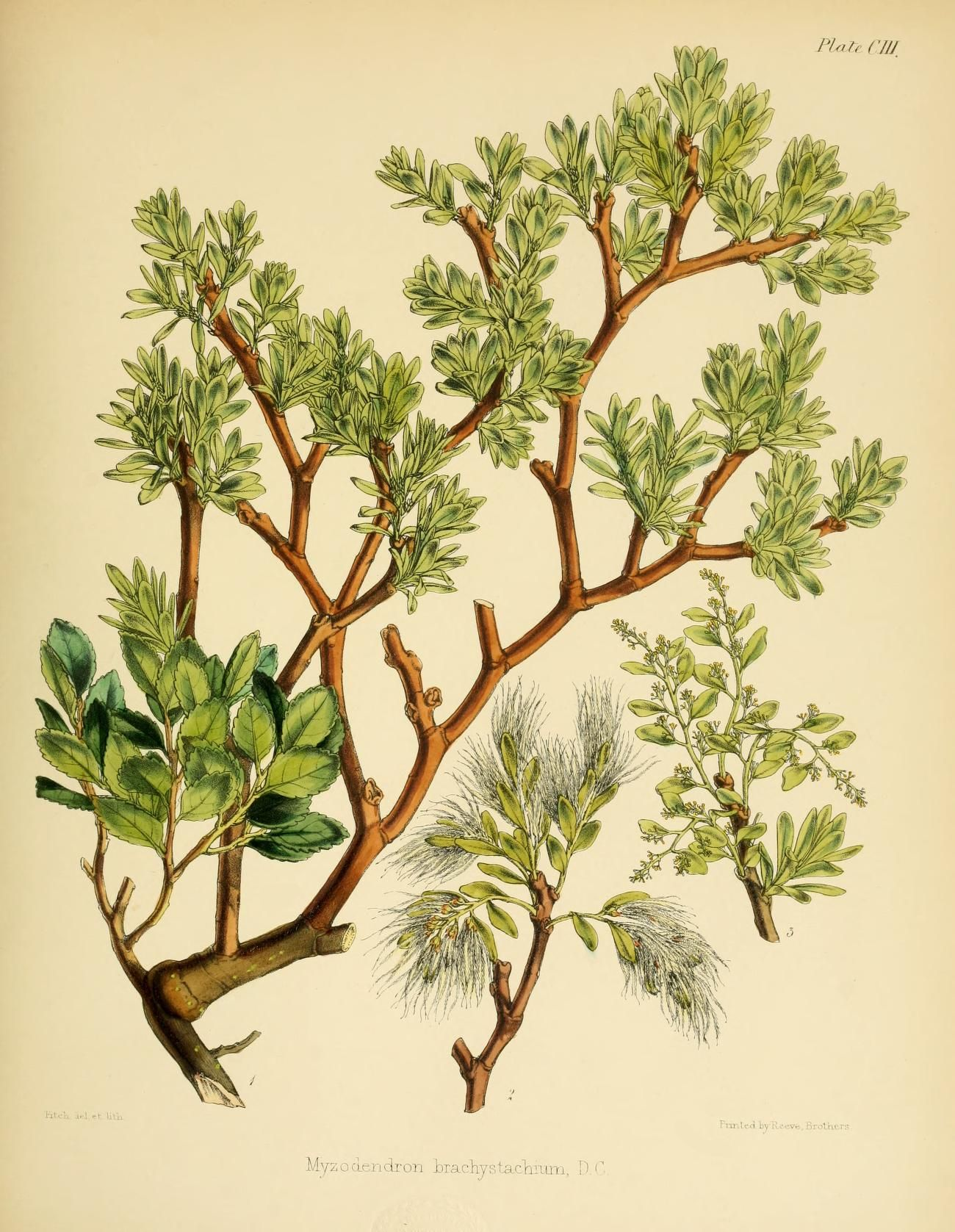
Myzodendrom brachystachium.

### Zoologie

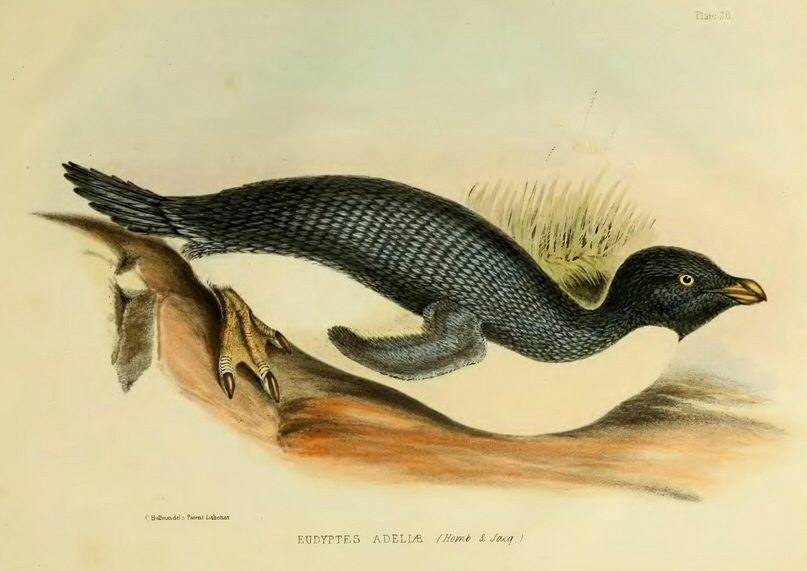
Un manchot Adélie observé pendant l'expédition et dessiné dans The Zoology of the Voyage of HMS Erebus and Terror (Vol 1, 1875).

Les découvertes zoologiques de l'expédition comprennent une collection d'oiseaux. Ils sont décrits et illustrés par George Robert Gray et Richard Bowdler Sharpe dans The Zoology of the Voyage of HMS Erebus & HMS Terror. L'expédition est par exemple la première à décrire le phoque de Ross, espèce endémique de l'Antarctique et confinée au pack.
Les spécimens biologiques récoltés, non traité à temps, se décomposeront et seront perdus.
Le rapport d'exploration mentionne aussi le dragage de corail vivant et d'autres invertébrés marins vivant jusqu'à 400 brasses de profondeur (approximativement 730 mètres), ce qui invalidera le dogme de l'hypothèse azoïque d'Edward Forbes sur l'absence de faune abyssale au-delà de 500 mètres.

## Postérité

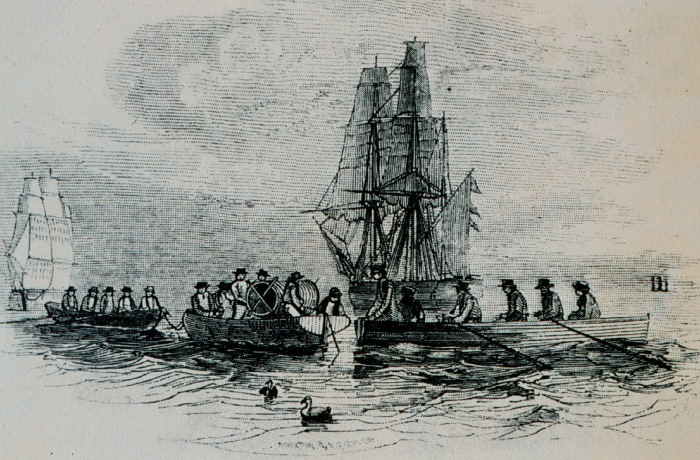
Des embarcations du et du, réalisant une mesure de profondeur.

Malgré les découvertes, aucune expédition majeure n'est réalisée par la suite à destination de l'Antarctique. Les raisons de ce manque d'intérêt sont liées à la préférence des nations européennes pour l'Arctique et à la guerre de Sécession aux États-Unis. Il faut une résolution lors du congrès géographique international de Londres en 1895 pour lancer l'Âge héroïque de l'exploration en Antarctique (1895-1922) et une importante série d'expéditions.
En 1912, l'explorateur norvégien Roald Amundsen — conquérant du pôle Sud lors de l'expédition Amundsen — écrit à propos de l'expédition de Ross que « Peu de gens aujourd'hui sont capables d'apprécier à juste titre cet acte héroïque, cette brillante preuve de courage et d'énergie humaine. […] ces hommes ont navigué droit au cœur de la [glace], que tous les explorateurs précédents avaient considéré comme une mort certaine […] ces hommes étaient des héros […] des héros dans le sens le plus élevé du mot ».
Flora Antarctica de Hooker reste un document important. En 2013, W. H. Walton le décrit dans le livre Antarctica: Global Science from a Frozen Continent comme « une référence majeure à ce jour », englobant « toutes les plantes qu'il a trouvées à la fois dans les îles antarctiques et subantarctiques ».